# Sodtke
Sodtke ist ein deutscher Familienname westpreußischen Ursprungs. Die Schreibweise variiert; bekannte Formen sind: Sodke, Sodtke, Sohtke, Sotke und Sottke. Die Aussprache ist stets mit einem langen „O“.
- Arthur Sodtke (1901–1944), deutscher Widerstandskämpfer
- Matthias Sodtke (* 1962), deutscher Cartoonist, Grafiker und Kinderbuchautor
- Michael Sodtke (* 1967), Herausgeber und Chefredakteur der Thorner Nachrichten

Siehe auch:
- Fritz Sotke (1902–1970), deutscher Autor und Komponist